# Кахетия
Кахетия (на грузински: კახეთი) е една от 12-те историко-географски области (мкхаре, региони) на Грузия. Площ 11 310 km² (най-големият по територия регион в Грузия, 16,25% от нейната площ). Население на 1 януари 2018 г. 314 700 души (6-о място по население в Грузия, 7,92% от нейното население). Административен център град Телави. Разстояние от Тбилиси до Телави 158 km.

## Историческа справка
До 8 век територията на днешна Кахетия влизала в пределите на Картлийското княжество, а от втората половина на века става независимо феодално княжество в състава на Грузинското царство. През 1104 г. грузинският цар Давид Строителя при поддръжката на местните азнаури (князе) анулирал автономията на княжеството и го обединил с Грузинската държава. През втората половина на 15 век Кахетия се отделя от Грузия като самостоятелно царство, което в периода от 16-и до 18-и води непрекъсната борба за своята независимост против Иран и Османската империя. През 1762 г. двете царства Картли и Кахетия се обединяват в Картлийско-Кахетийско царство, което през 1801 г. е присъединено към Руската империя.
Двата най-стари града на Кахетия Телави и Сигнахи официално са признати за такива през 1801 г., веднага след присъединяването им към Русия. Останалите с7 града в областта са пирзнати по време на съветската власт: Гурджаани (1934 г.), а другите през 1960-те години.

## География
Кахетия е разположена в източната част на Грузия. На север граничи с руските републики Чечения и Дагестан, на изток и юг – с Азербайджан, на югозапад – с Долна Картли и на запад – с Вътрешна Картли. Дължина от северозапад на югоизток 175 km, ширина от север на юг 80 km. В тези си граници заема площ от 11 310 km² (най-големият по територия регион в Грузия, 16,25% от нейната площ).
През северната част на Кахетия от северозапад на югоизток на протежение от 115 km се простира Главния, или Вододелен хребет на Голям Кавказ. На юг от него, по границата с Вътрешна Картли се отделя меридионалния Кахетски хребет. Северно от Главния, или Вододелен хребет се отделят къси, но много по-високи и мощни хребети: Пирикитски, Снежен (връх Диклосмта 4285 m, 42°29′32″ с. ш. 45°46′51″ и. д. / 42.492222° с. ш. 45.780833° и. д.), издигаш се на границата с Русия). Почти по цялото протежение на областта от северозапад на югоизток се простира Циви-Гомборския хребет (1991 m, югоизточно продължение на Кахетския хребет), който се явява естествена граница между Външна Кахетия (Гаре Кахети) и Вътрешна Кахетия (Шида Кахети). Вътрешна Кахетия включва в себе си Алазан-Авторанската (Картлийска) равнина с прилежащите към нея северни склонове на Циви-Гомборския хребет и южните склонове на Главния, или Вододелен хребет (височина до 3578 m) и протичащата по цялото ѝ протежение река Алазани (ляв приток на Кура). Външна Кахетия включва южните склонове на Циви-Гомборския хребет и Йорското плато с долината на река Йори, също ляв приток на Кура. Най-югоизточната част на областта се заема от Ширакската степ.
В по-голямата част от територията на Кахетия климатът е субтропичен. Алазан-Авторанската равнина има климат сходен с този на южните подножия на Италианските Алпи. Средна януарска температура около 1 °C, средна юлска – 23 – 24 °C. Количеството на валежите намалява от северозапад на югоизток, като в района на Ахмета тяхната годишна сума е над 900 mm, в района на Телави – 700 mm, а източно от Гурджаани – под 600 mm. Алазанската долина и северните склонове на Циви-Гомборския хребет са много благоприятни за отглеждане на лозя и именно тук е основният винарски център на Грузия. На Йорското плато климатът е сух, степен, с умерено студена зима (около 0 °C) и горещо лято (около 25 °C). В Ширакската степ и други по-малки котловини в Йорското плато зимата е още по-студена (около -3 °C), а количеството на валежите е под 500 mm. В крайния югозапад на областта, в района на манастира Давид Гареджа климатът е полупустинен с годишна сума на валежите под 400 mm.

## Население
На 1 януари 2018 г. населението на Кахетия е наброявало 314 700 души (6-о място по население в Грузия, 7,92% от нейното население). Гъстота 27,82 души/km². Етнически състав: грузинци 85,16%, азербайджанци 10,16%, кистини 1,75% и др.

## Административно-териториално деление
В административно-териториално отношение регионът Кахетия се дели на 8 административни района (общини), 9 града с районно подчинение, селища от градски тип няма.
| Административна единица        | Площ (km²) | Население (2018 г.) | Административен център | Население (2018 г.) | Разстояние до Телави (в km) | Други градове и сгт с районно подчинение |
| ------------------------------ | ---------- | ------------------- | ---------------------- | ------------------- | --------------------------- | ---------------------------------------- |
| Административен район (община) |            |                     |                        |                     |                             |                                          |
| 1. Ахметски                    | 2207       | 30 193              | гр. Ахмета             | 7105                | 27                          |                                          |
| 2. Гурджаански                 | 846        | 53 104              | гр. Гурджаани          | 8024                | 40                          |                                          |
| 3. Дедоплисцкаройски           | 2529       | 21 069              | гр. Дедоплисцкаро      | 5940                | 94                          |                                          |
| 4. Кварелски                   | 1001       | 30 275              | гр. Кварели            | 7739                | 47                          |                                          |
| 5. Лагодехски                  | 890        | 41 402              | гр. Лагодехи           | 5918                | 91                          |                                          |
| 6. Сагареджойски               | 1491       | 52 251              | гр. Сагареджо          | 10 871              | 108                         |                                          |
| 7. Сигнахски                   | 1252       | 29 724              | гр. Сигнахи            | 1485                | 59                          | гр. Цнори                                |
| 8. Телавски                    | 1095       | 56 663              | гр. Телави             | 19 629              | -                           |                                          |